# Château Frontenac

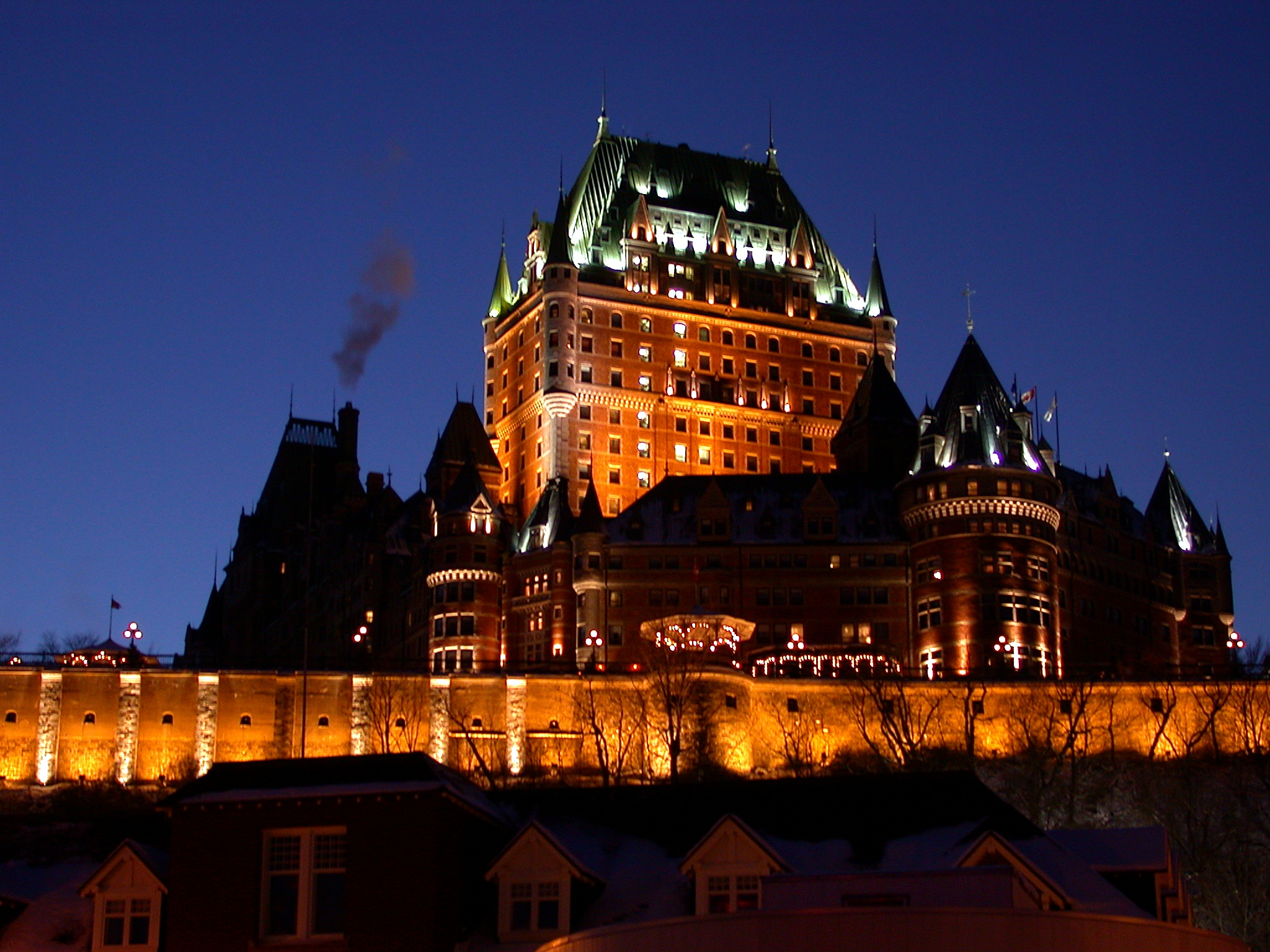
Château Frontenac ao anoitecer

O Château Frontenac é um Grande Hotel e uma das atrações mais famosas da cidade de Quebec, na província de Quebec, Canadá.

## História
O hotel foi inaugurado em 1893 e comemorou seu centenário em 1993. O local onde o hotel foi construído abrigava a antiga sede de governo do Quebec. Possui um total de 650 quartos e cerca de 77 metros de altura. O último andar do edifício abriga um observatório, que oferece uma vista espetacular de muitos quilômetros do rio São Lourenço. Com seu telhado de cobre, o hotel é considerado o melhor da cidade, um dos mais prestigiosos do país.
O Château Frontenac foi um dos hotéis-castelos construídos pela Canadian Pacific Railway, a maior companhia ferroviária do Canadá, entre o final do século XIX e o começo do século XX. O objetivo dessas construções de hotéis luxuosos era incentivar o turismo de alta classe e, assim, o transporte de passageiros nos trens da companhia.
O Château Frontenac foi nomeado em honra do Conde de Frontenac, que foi governador da Nova França (1672–1682 & 1689–1698). Foi construído não muito longe do centro antigo da cidade. O arquiteto responsável pelo projeto foi Bruce Price.
Na Segunda Guerra Mundial, Franklin Delano Roosevelt, presidente dos Estados Unidos, Winston Churchill, primeiro-ministro do Reino Unido, e William Lyon Mackenzie King, primeiro-ministro do Canadá, reuniram-se na cidade para discutir o rumo da guerra, hospedando-se no Château Frontenac, onde eles e outras pessoas foram os únicos hóspedes permitidos no hotel, por questões de segurança.
O hotel é administrado pela companhia Hotéis e Resorts Fairmont, cuja sede está localizada em Toronto, Ontário. Em 31 de outubro de 2000, a Fairmont vendeu o Château Frontenac para a Legacy Hotels REIT por 185 milhões de dólares canadenses. Entretanto, a Fairmont tem um contrato de administração de longo prazo.

## Galeria

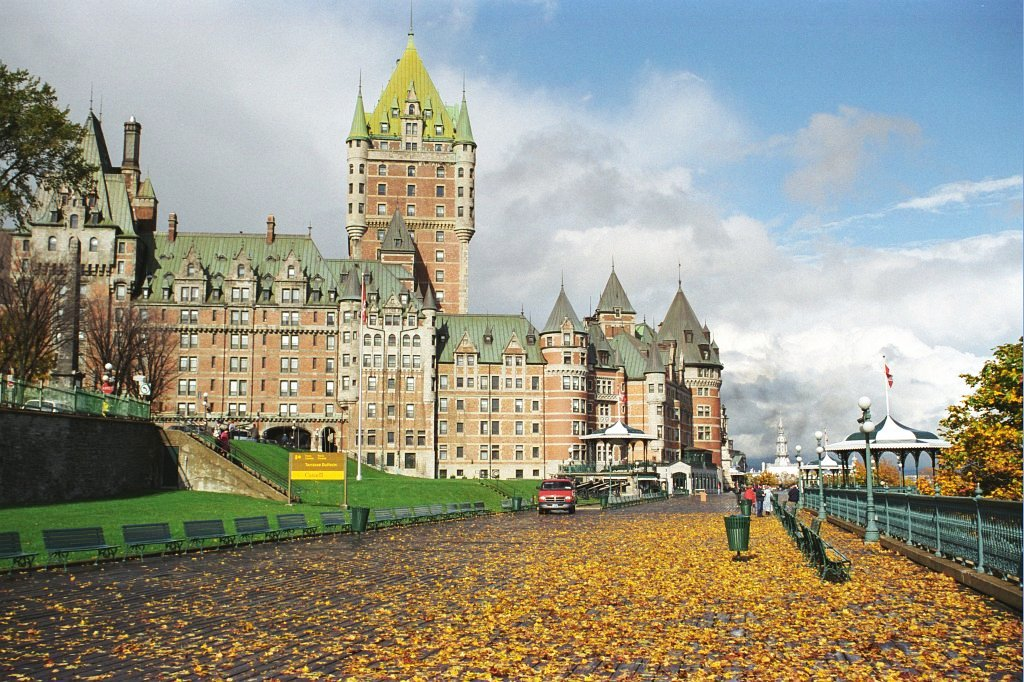
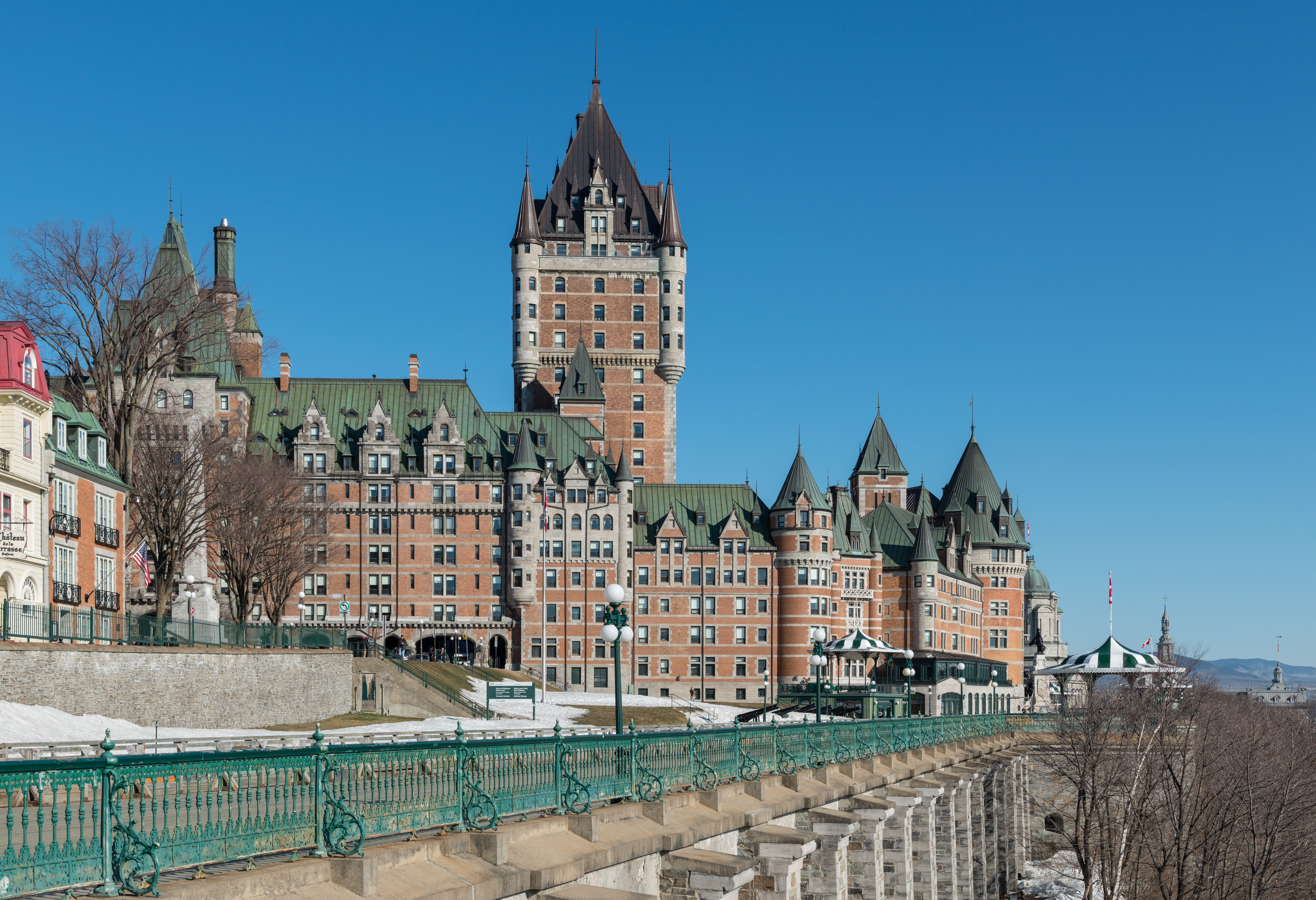
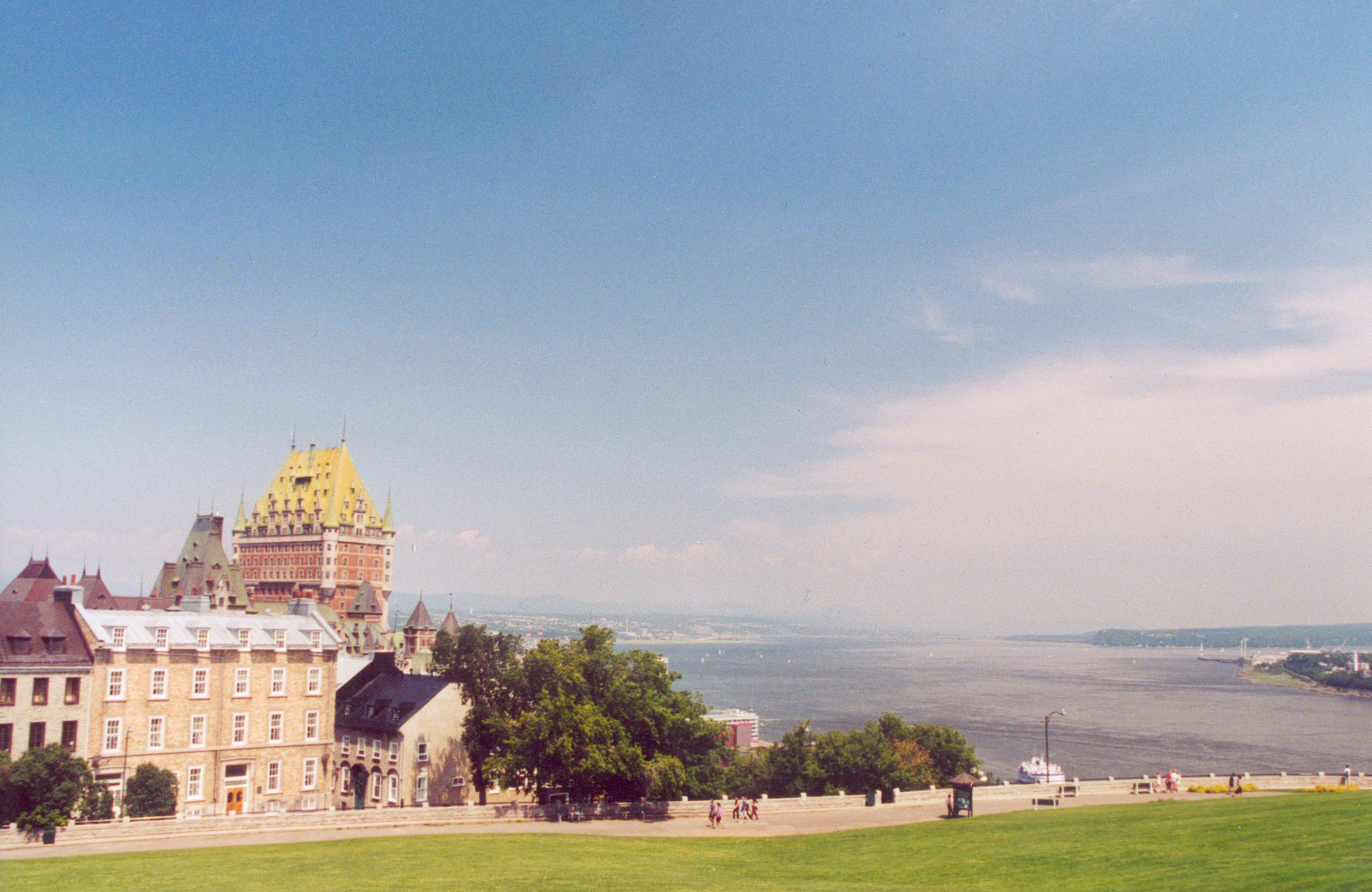
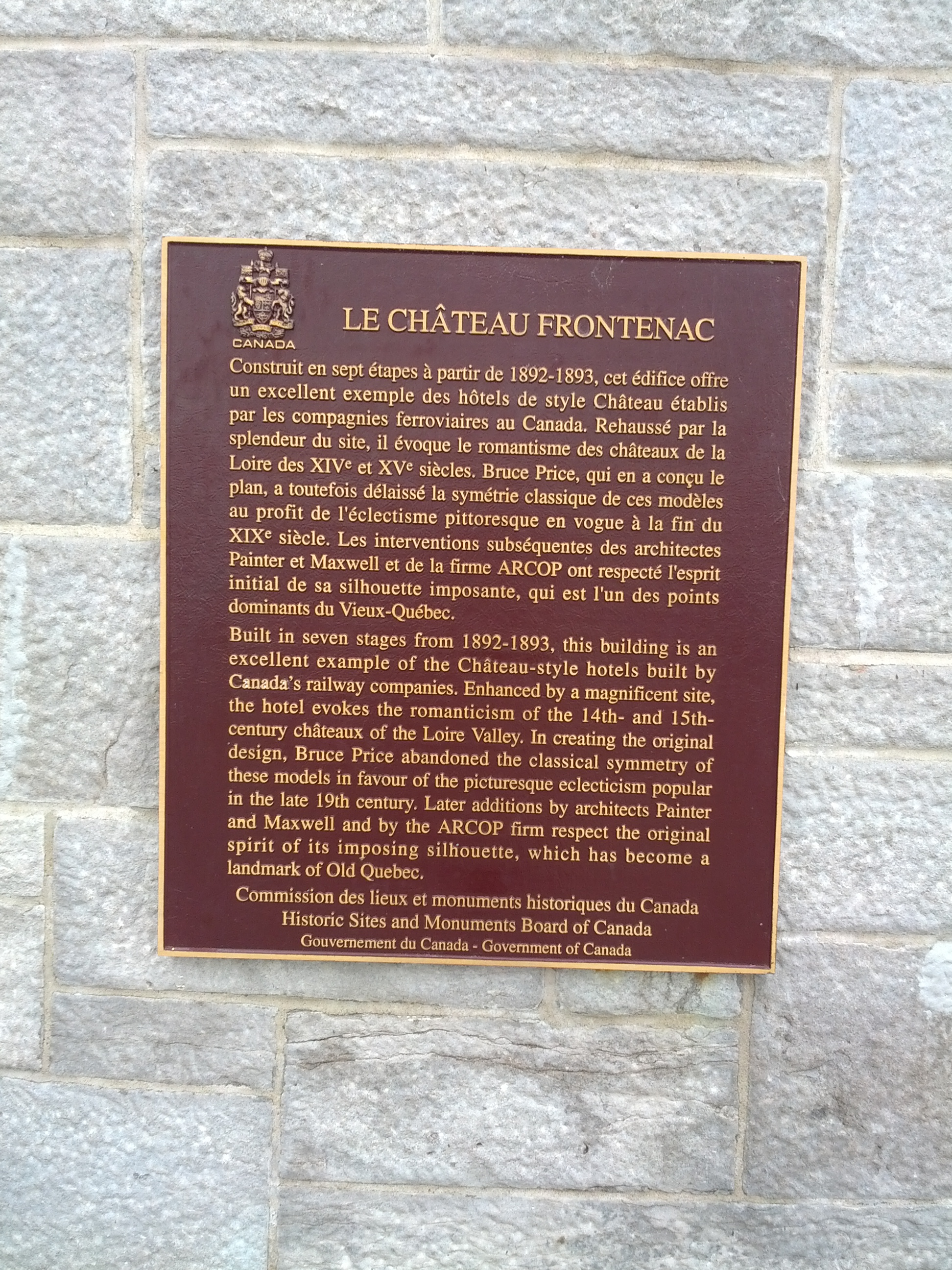
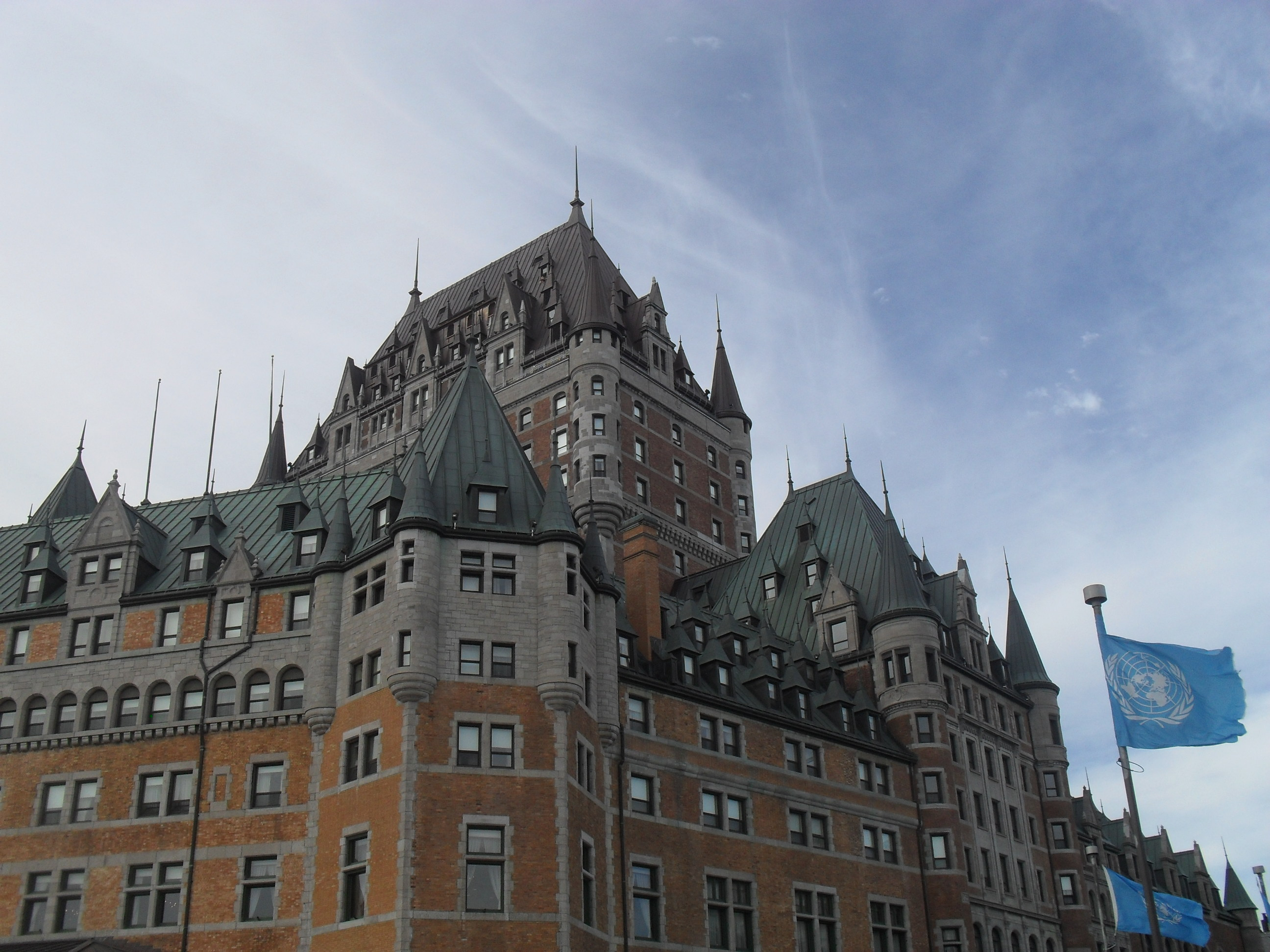
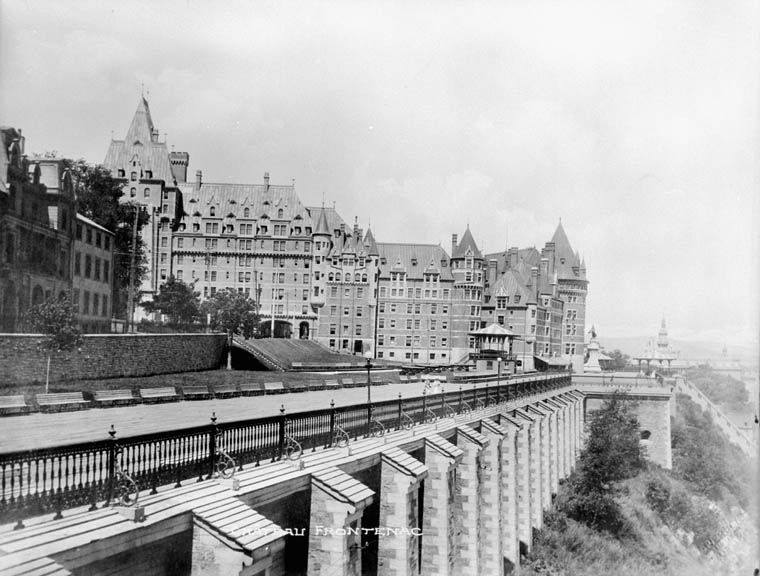
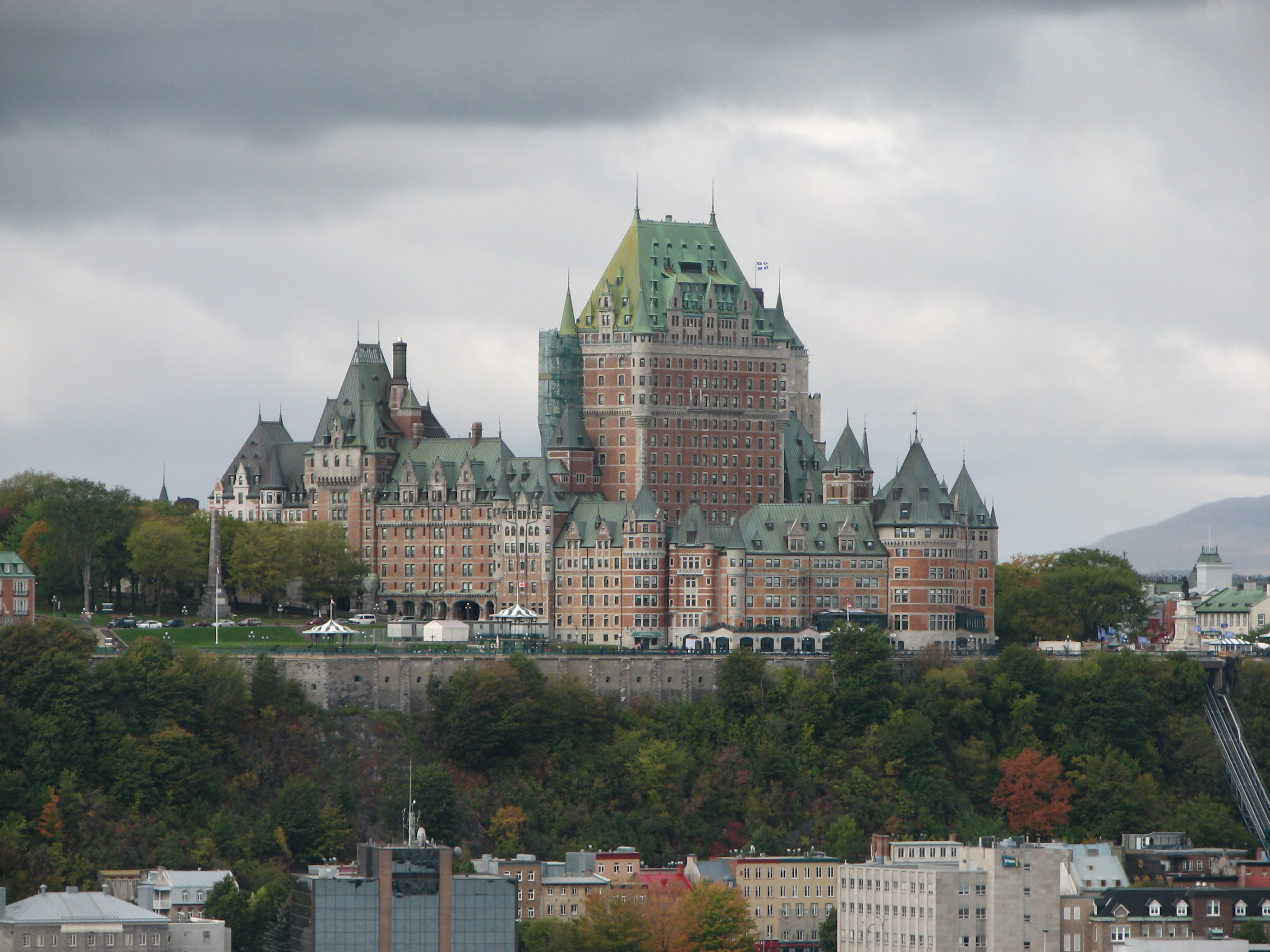
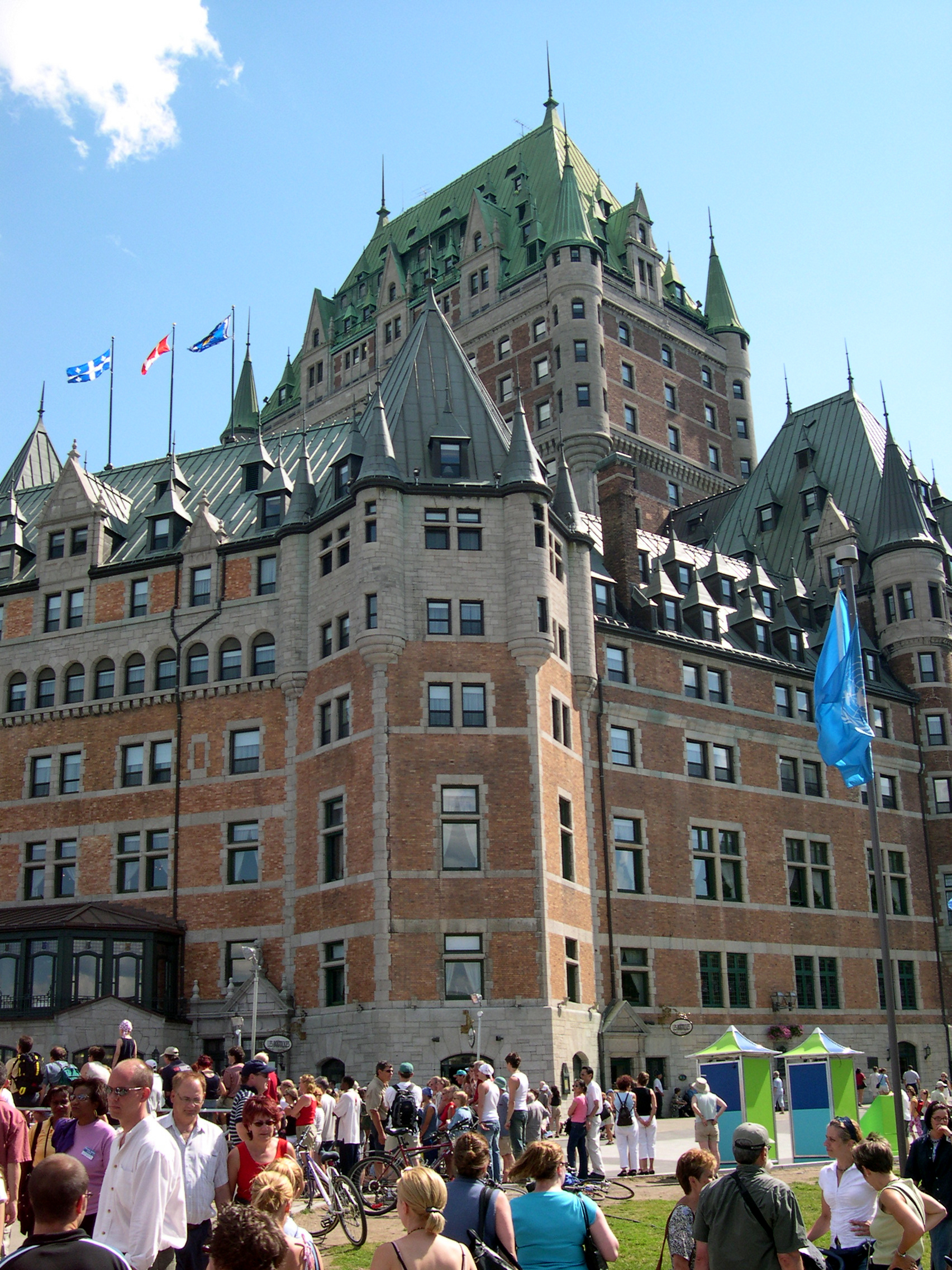
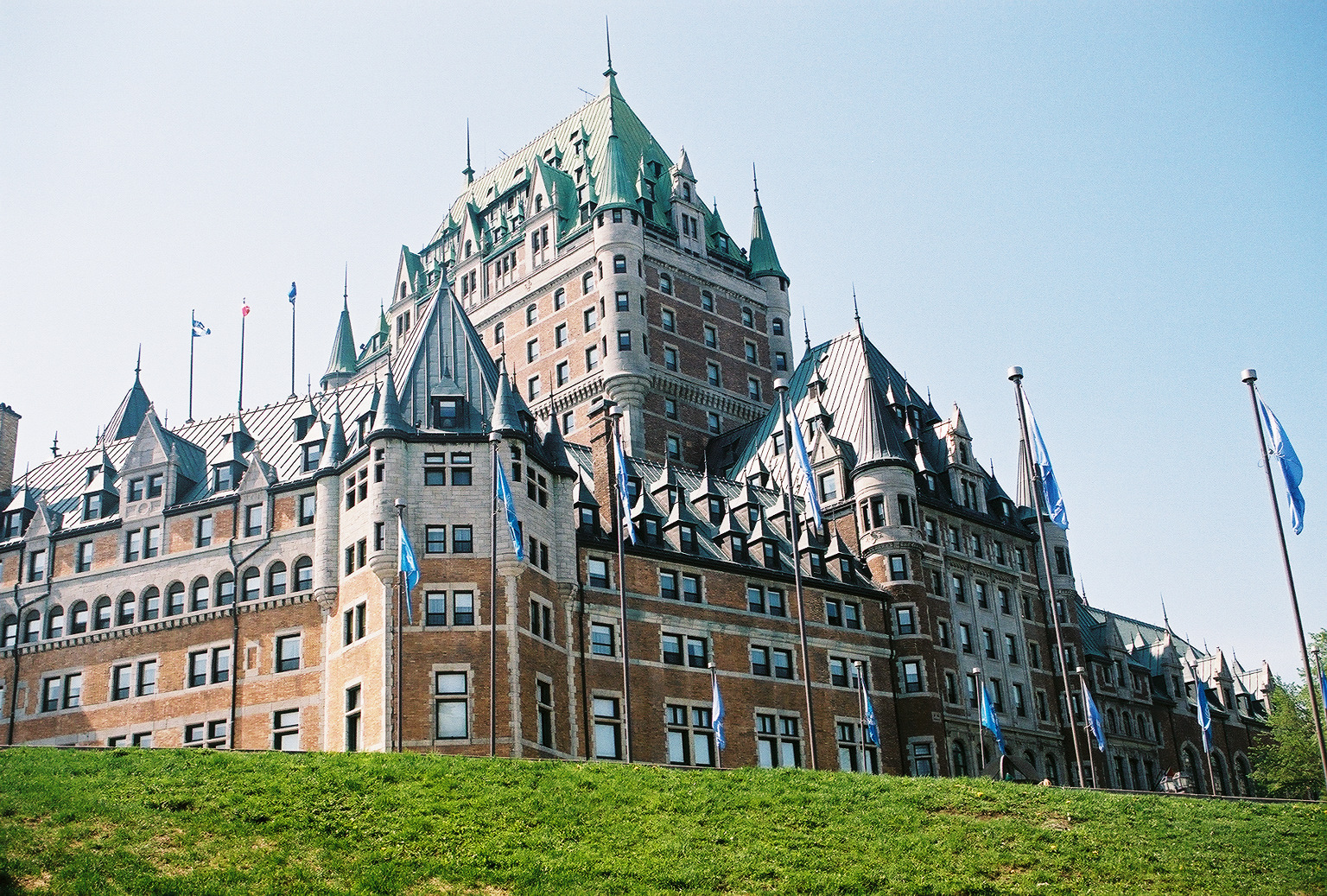
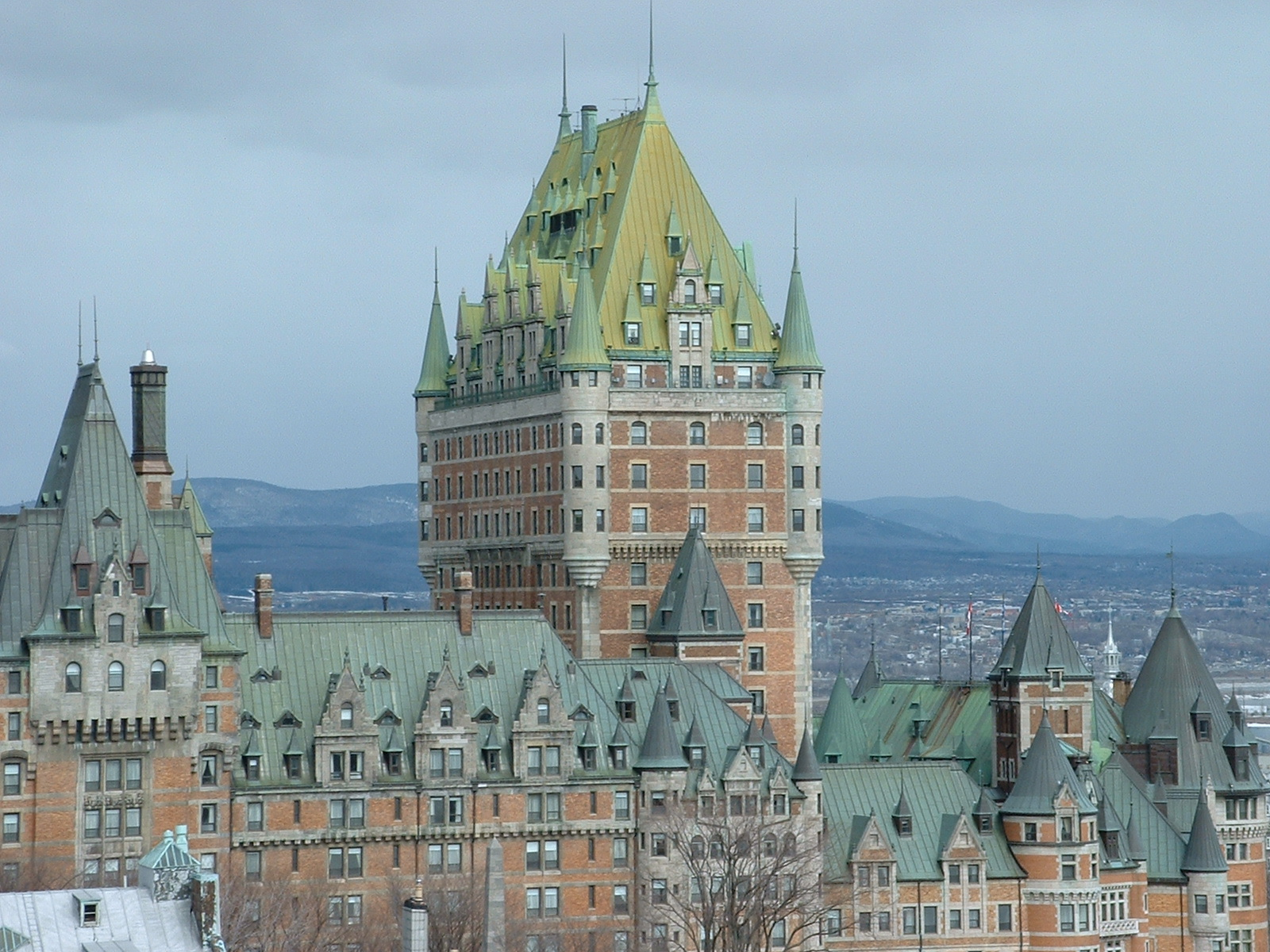
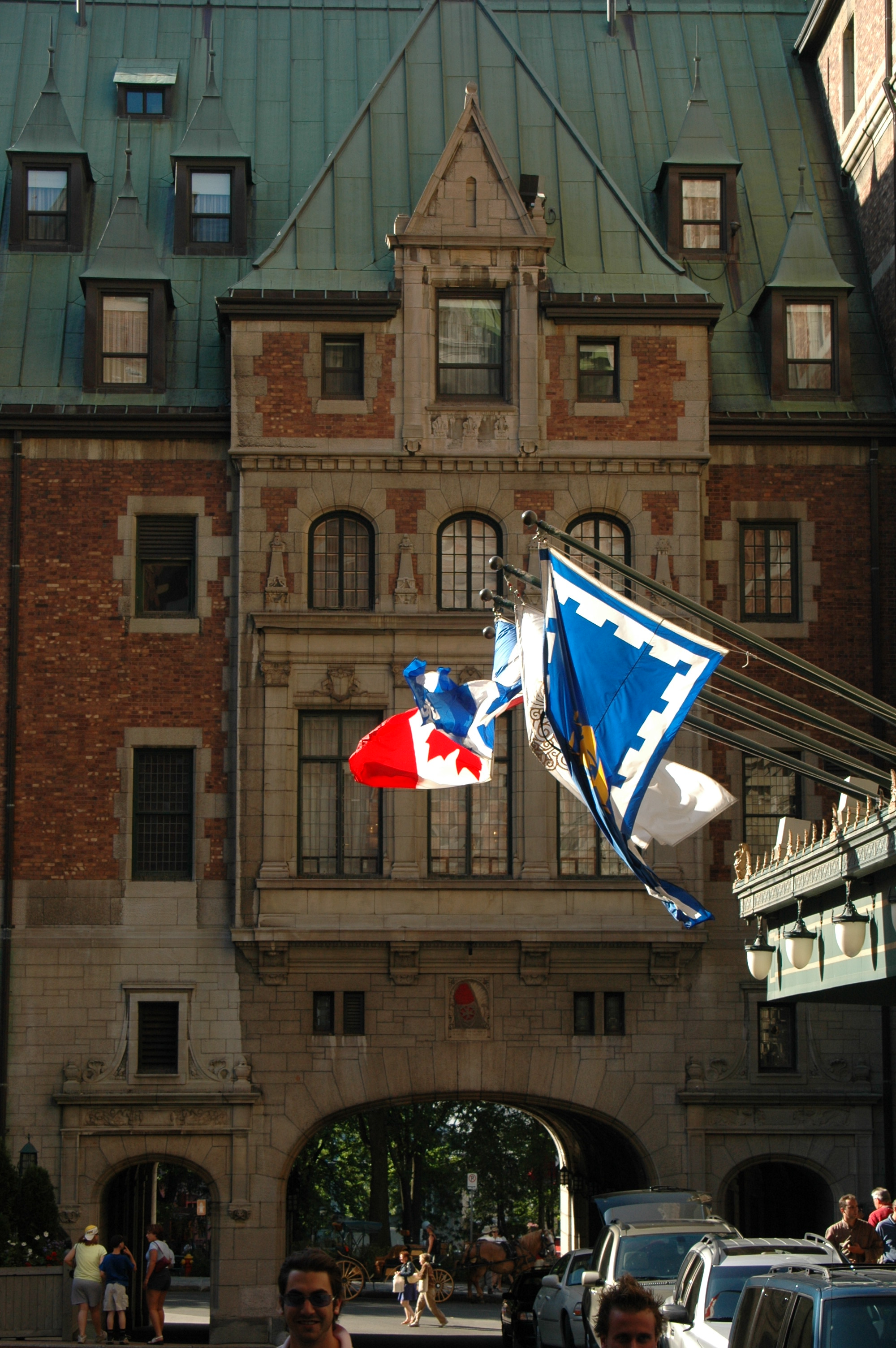
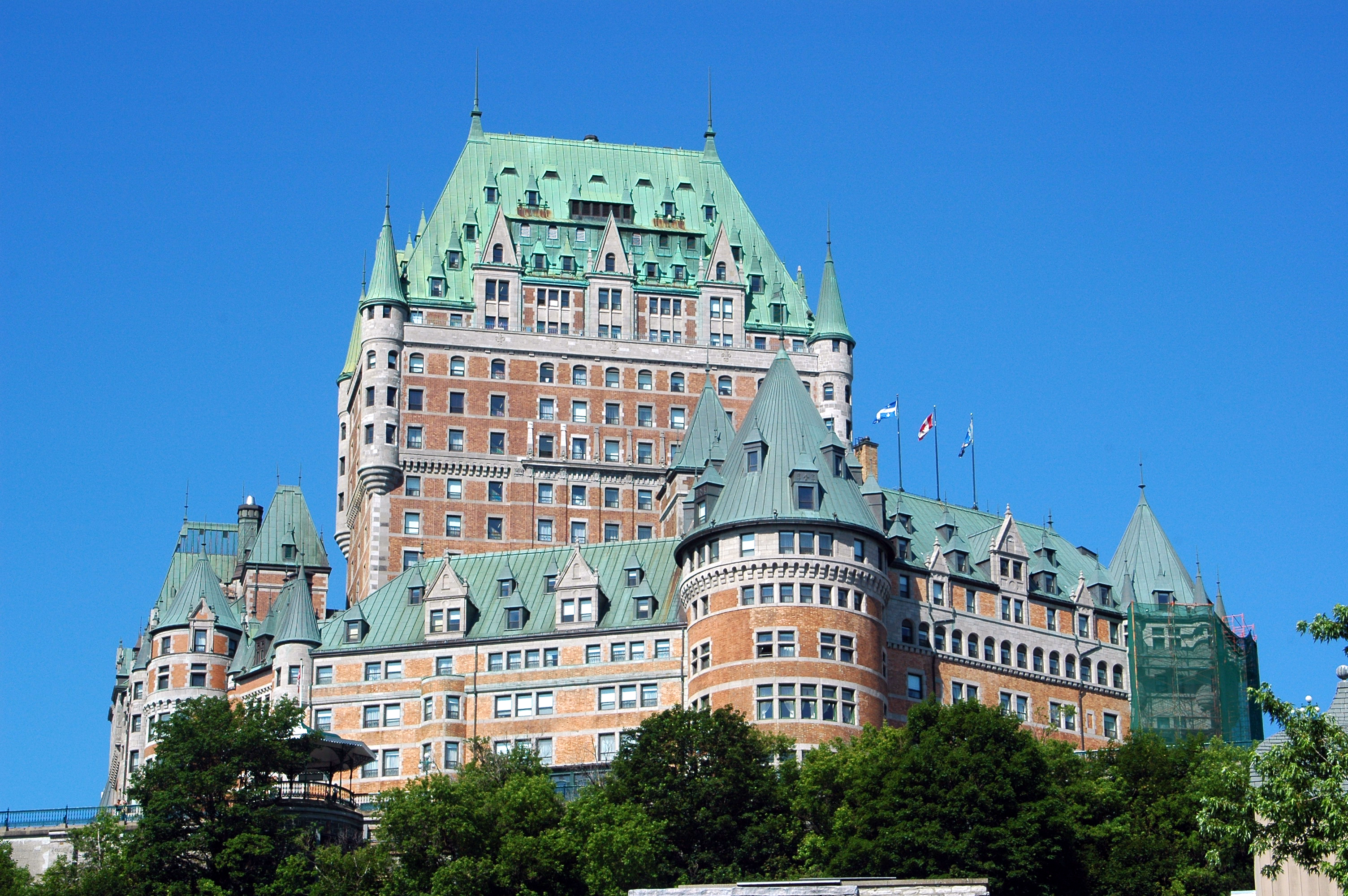
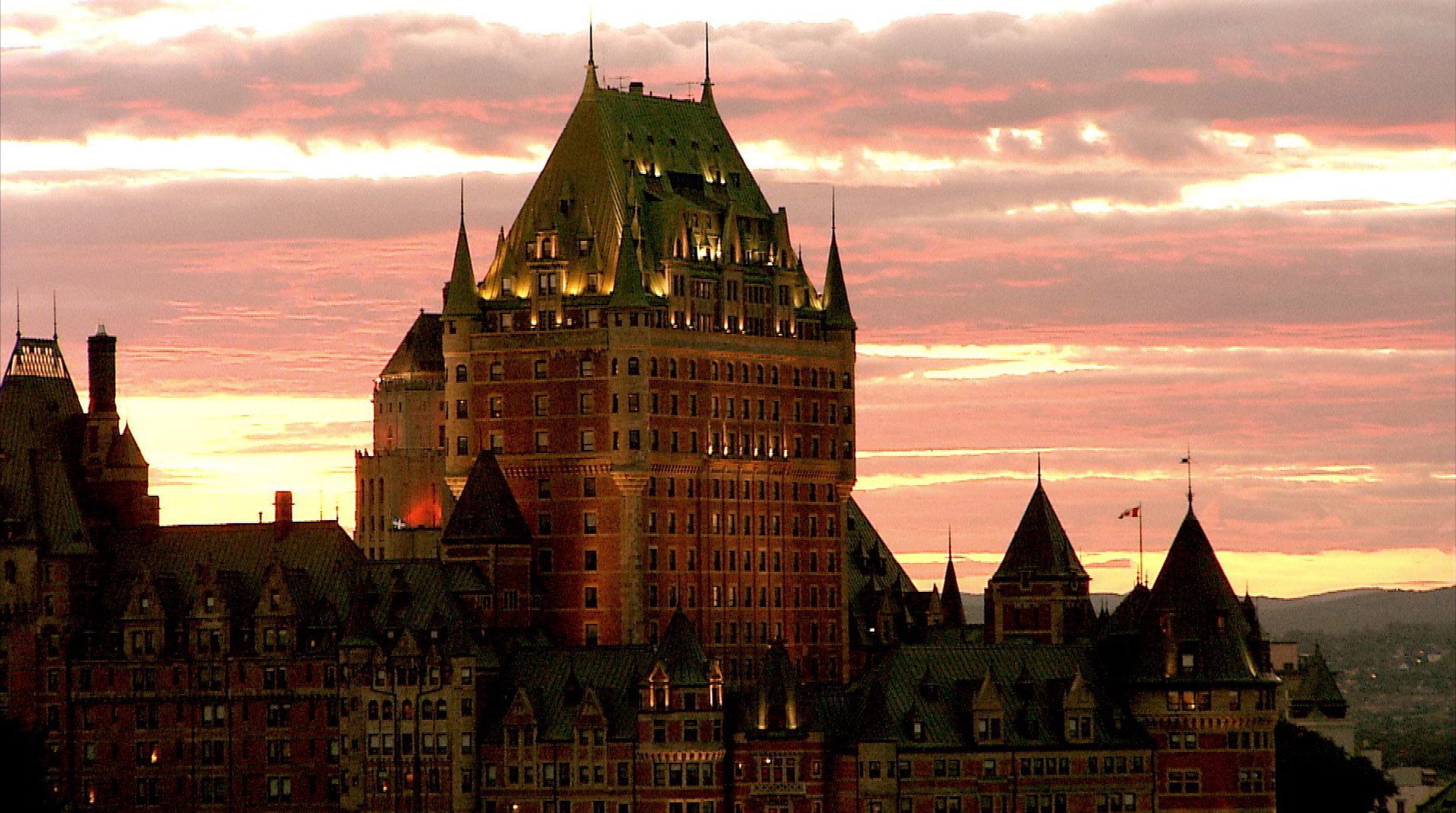
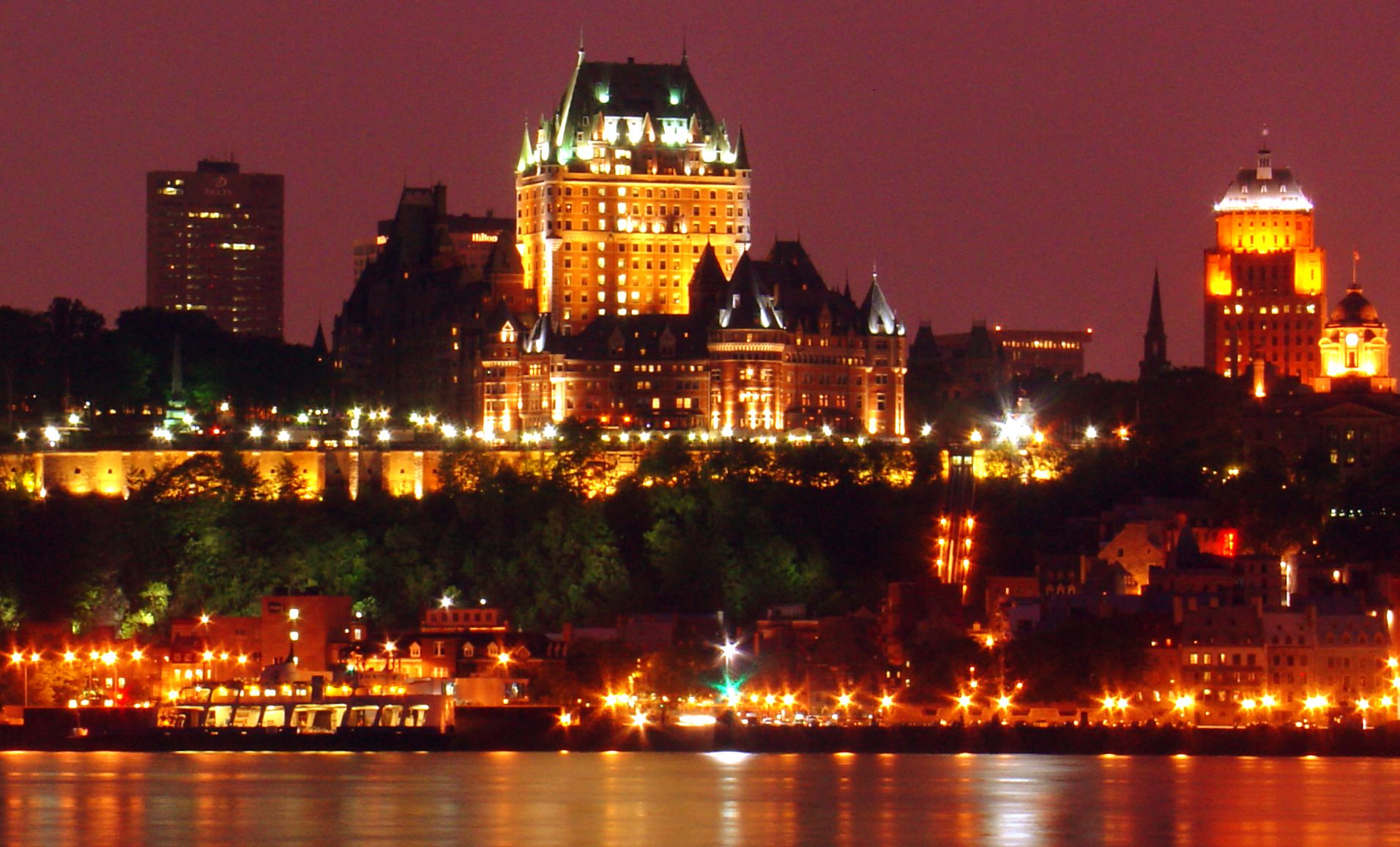
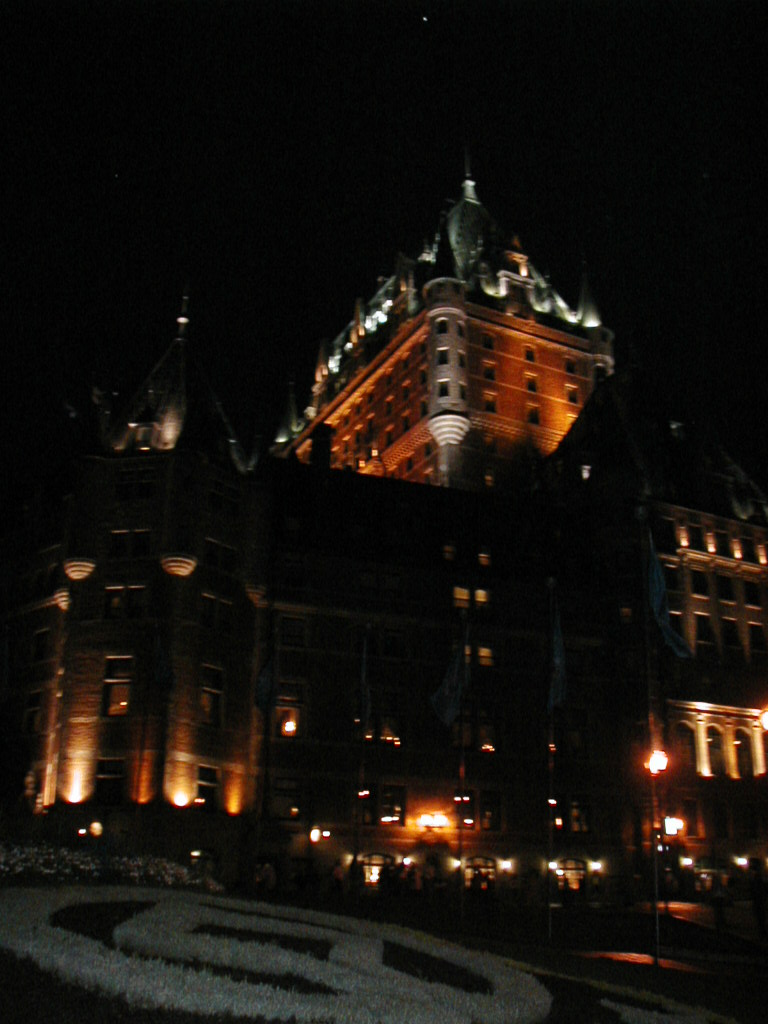
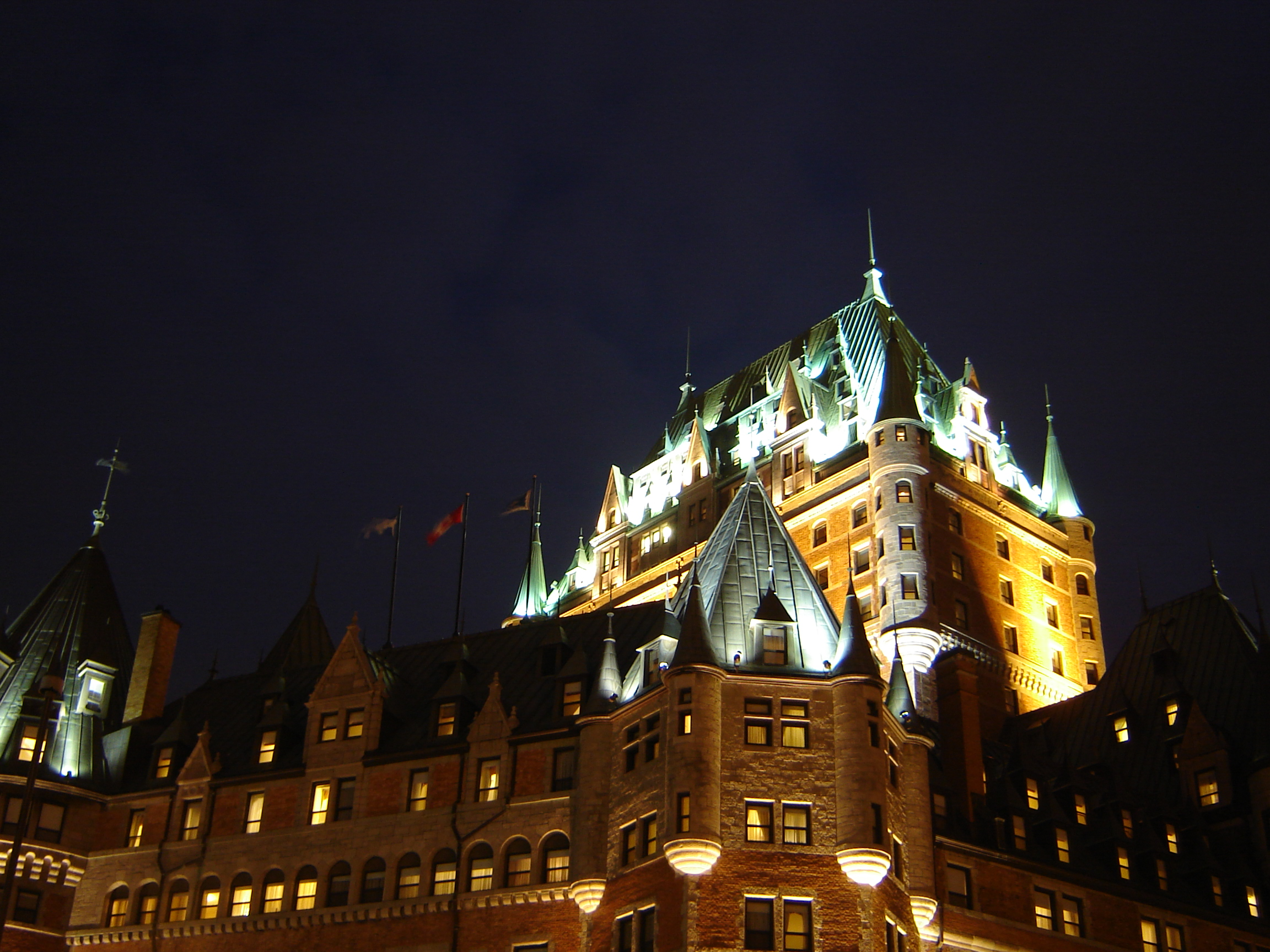

## Lista de hóspedes famosos
- George VI do Reino Unido
- Rainha Elizabeth
- Princesa Grace de Mônaco
- Chiang Kai-shek
- Charles de Gaulle
- Ronald Reagan
- François Mitterrand
- André, Duque de Iorque
- Sarah, Duquesa de Iorque
- Charles Lindberg
- Alfred Hitchcock
- Montgomery Clift